# Storing (tijdschrift)
Storing is een onafhankelijk muziekmagazine dat enkel digitaal op het internet verschijnt. Recensies en interviews verschijnen op onregelmatige basis en in het Nederlands. Muziekgenres die aan bod komen zijn noise, postrock, jazz en indie.